# Leocádio de Almeida Antunes
Leocádio de Almeida Antunes (Alegrete, 2 de novembro de 1915 - Porto Alegre, 12 de julho de 1999) foi um economista, advogado e político brasileiro.
Filho de Afonso Antunes da Silva e de Francisca de Almeida Antunes.
Estudou no Ginásio Estadual de Santa Maria (RS) e na Escola de Comércio Fontoura Illa, formando-se contador com diplomas de direito e de ciências políticas e econômicas na Pontifícia Universidade Católica do Rio Grande do Sul.
Foi militante da União Social Brasileira (USB), fundada por Alberto Pasqualini. Ingressou no Partido Trabalhista Brasileiro (PTB). Foi eleito, em 3 de outubro de 1958, deputado estadual, pelo PTB, para a 40ª Legislatura da Assembleia Legislativa do Rio Grande do Sul, de 1959 a 1963. Em fevereiro de 1959 licenciou-se para assumir a Secretaria Estadual de Economia, a convite do governador Leonel Brizola.
Ministro plenipotenciário e chefe da delegação brasileira à Associação Latino-Americana de Livre Comércio (ALALC).
Em janeiro de 1965 retornou a Porto Alegre, onde reiniciou sua atividade profissional como advogado e a exerceu até fevereiro de 1987, quando foi vitimado por uma isquemia cerebral, que reduziu a sua capacidade motora. Não obstante a adversidade física, continuou mantendo intensa atividade política: foi um dos fundadores do Movimento Democrático Brasileiro (MDB) e do Partido Democrático Trabalhista (PDT), de cujas executivas participou, coordenando as campanhas de Aldo Pinto ao governo do estado do Rio Grande do Sul e de Alceu Colares à prefeitura de Porto Alegre.
Casado com Julieta de Lima e Silva Antunes, teve quatro filhos.
Presidiu o Banco Nacional de Desenvolvimento Econômico BNDE entre setembro de 1961 a junho de 1963.